# Історія Океанії

Карта міграцій в Полінезії

Історія Океанії — історія народів Австралії, Нової Зеландії, Папуа Нової Гвінеї, Фіджі та інших острівних держав регіону.

## Доколоніальний період
Острів Нова Гвінея і прилеглі острови Меланезії були, імовірно, заселені вихідцями з Південно-Східної Азії, що припливли на каное приблизно 30—50 тисяч років тому. Близько 2—4 тисяч років тому була заселена велика частина Мікронезії і Полінезії. Найдавніша археологічна культура лапіта (Вануату) датується I тис. до н. е. і характеризується неолитичними технологіями. Процес колонізації закінчився приблизно в 1200 році нашої ери. До початку XVI століття народи Океанії переживали період розкладання первіснообщинного ладу і становлення ранньокласового суспільства. Активно розвивалися ремесла, сільське господарство, мореплавання (вака, проа). В кінці європейського Середньовіччя в Океанії існувало місто Нан-Мадол (Мікронезія), а в Полінезії розквітла Тонганска імперія. З матеріальної культури в Океанії були представлені мегалітичні моаї і писемність ронго-ронго, хоча при цьому в Полінезії була відсутня (була втрачена) кераміка і мистецтво плавки металів, а також лук зі стрілами.

## Колоніальний період

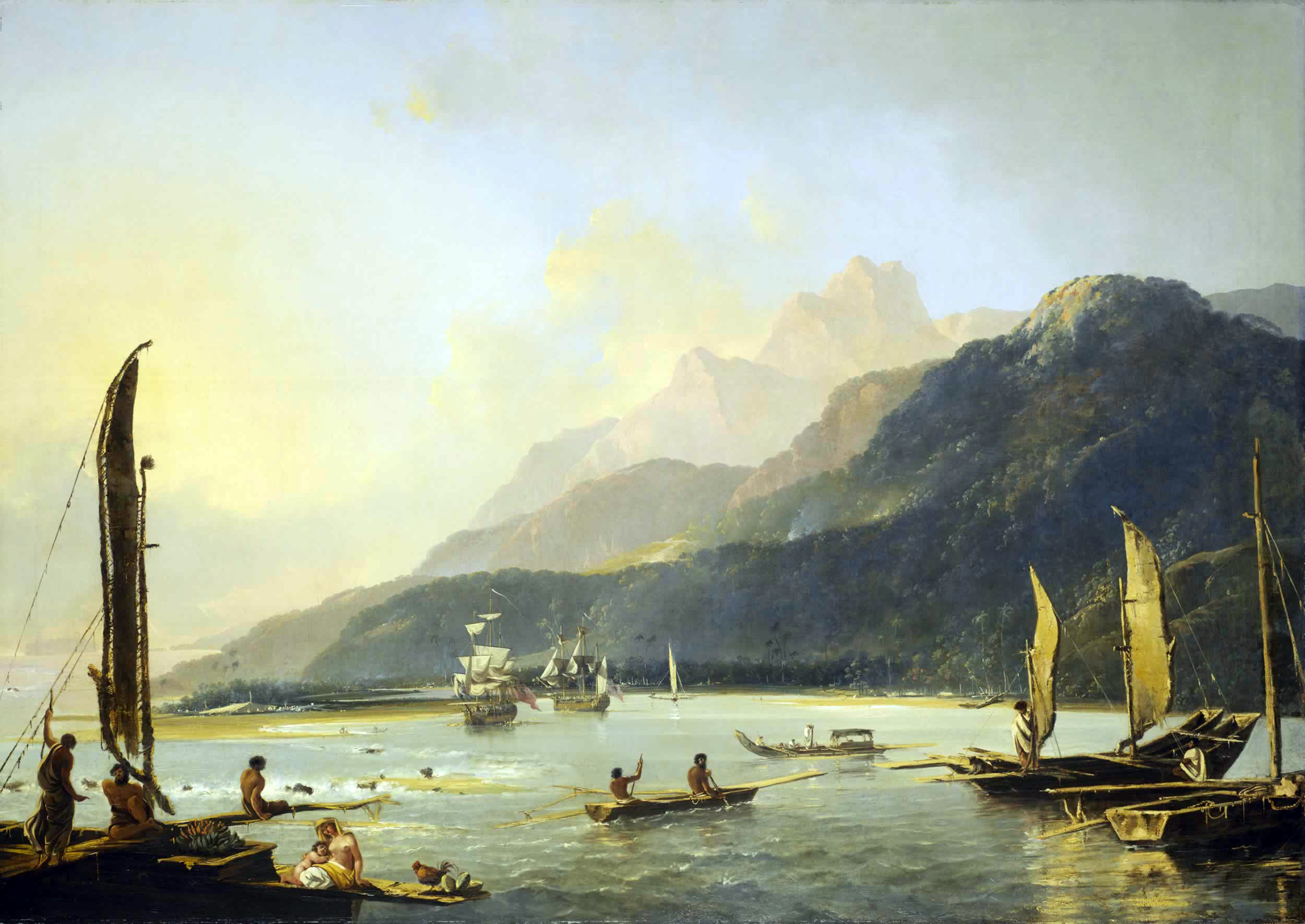
Кораблі англійського мандрівника Джеймса Кука і каное тубільців у бухті Матаваї на острові Таїті (Французька Полінезія), художник Вільям Ходжес, 1776

У період з XVI по XVIII століття тривало вивчення Океанії європейцями, які поступово почали заселяти острови. Період європейської колонізації в південнотихоокеанському регіоні почався в 1521 році, коли в пошуках багатств такого собі «південного континенту» Фердинанд Магеллан досяг Молуккських островів. Аж до початку XVII століття регіон освоювався іспанцями і португальцями, які сприяли розвитку поступового процесу християнізації. У XVII—XVIII століттях почався новий історичний етап в історії Океанії, коли території освоювалися дослідниками і купцями переважно з Голландії, Франції та Великої Британії. До кінця століття поширилася діяльність європейських місіонерів, які обґрунтовувалися на островах Океанії з поперемінним успіхом через ворожість корінного населення. В цілому, завдяки зусиллям європейських дослідників до дев'ятнадцятого століття ідея про існування Південного континенту виявилася розсіяною, основні острови Тихоокеанського басейну були відзначені на карті. Таким чином, процес європейської колонізації йшов дуже повільно, оскільки регіон не викликав особливого інтересу в чужинців через брак природних багатств, і негативно позначився на місцевому населенні: було завезено безліч хвороб, яких ніколи не було в Океанії, а це призводило до епідемій, внаслідок яких гинула значна частина тубільців.
У XVIII—XIX століттях відбувався розділ островів Океанії між колоніальним державами, перш за все, Британською імперією, Іспанією і Францією (згодом до них приєдналися США і Німецька імперія). Стан колоніальної залежності став причиною того, що аграрний сектор переважав в економіці острівних країн Океанії. Особливий інтерес у європейців викликала можливість створення плантацій на островах (кокосової пальми для виробництва копри, цукрової тростини), а також работоргівля (так зване «полювання на чорних дроздів», яке передбачало вербування острів'ян для роботи на плантаціях). З початку двадцятого століття на території країн стали створюватися великі європейські плантації, які робили копру. У той час, коли держави перебували під впливом метрополій, вони отримували від них усю промислову продукцію. У залежних територіях Австралії і Новій Зеландії вони займали місце першого торгового партнера острівних країн, а Велика Британія як держава, під впливом якої в свою чергу перебували Австралія і Нова Зеландія, займала друге місце, активно користуючись цим правом.

### Російські мореплавці в Океанії

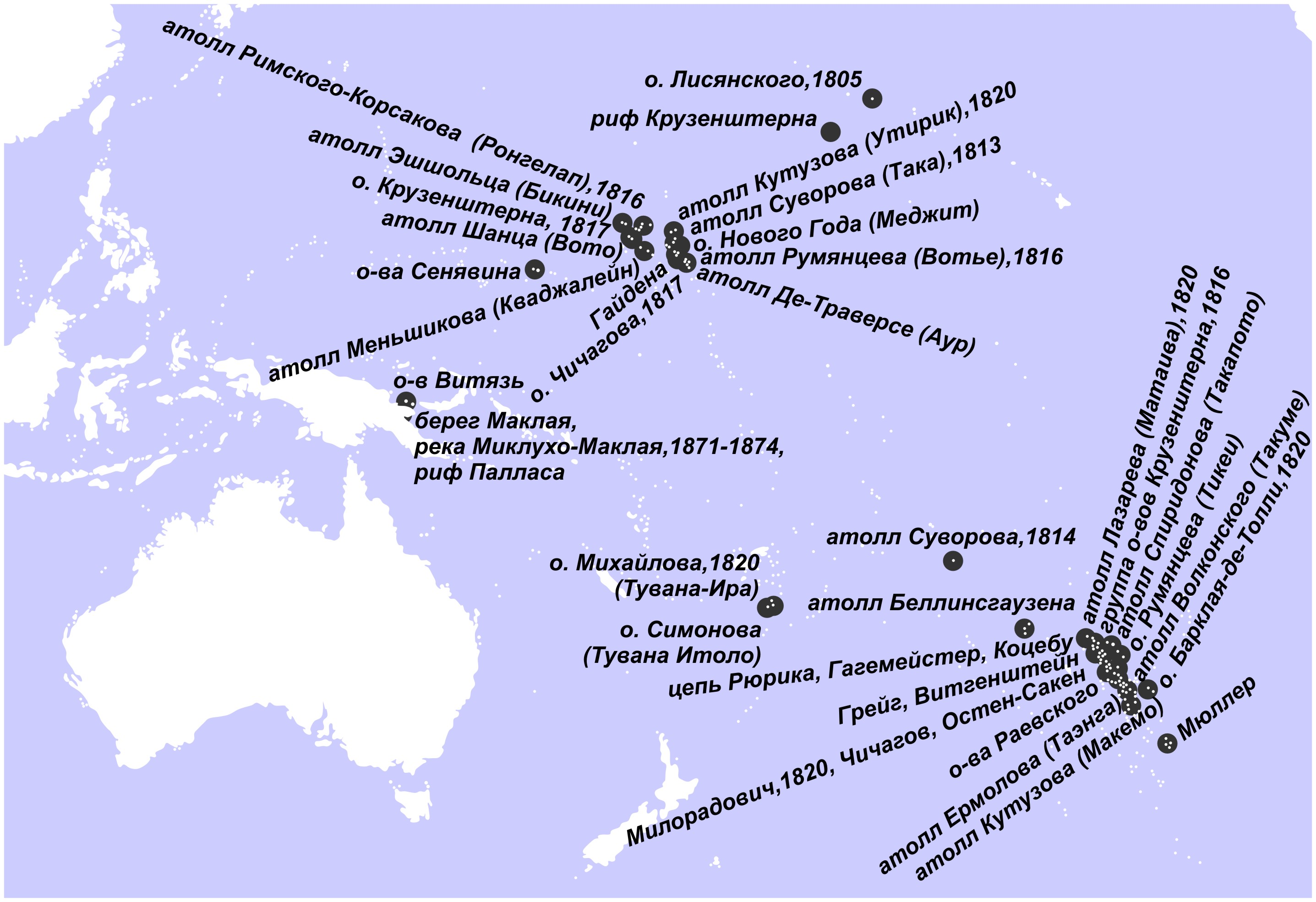
Імена росіян на карті тропічної частини Тихого океану. Джерело:.

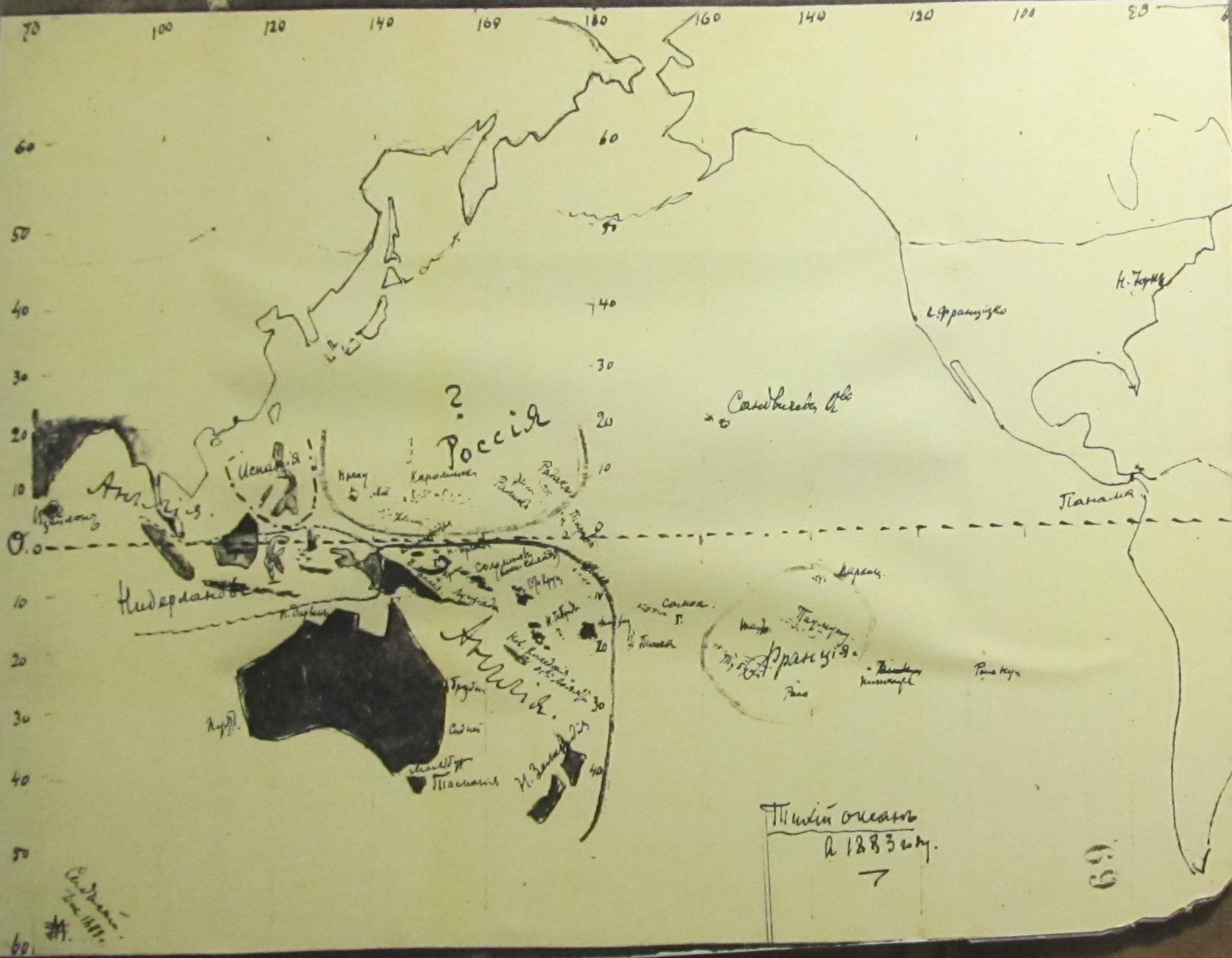
Карта Миколи Миколайовича Миклухо-Маклая передбачуваних територіальних придбань Росії в Тихому океані, подана в листі Олександру III, грудень 1883 рік.

У Російській імперії після відкриття В. Берінгом в 1741 році північно-західного узбережжя Америки, купецькі компанії за підтримки сибірської адміністрації до кінця XVIII століття організували близько 90 промислових експедицій в Тихий океан. Державою було засновано Російсько-американську компанію (1799—1867 рр.), що займалася адміністративними питаннями і торгівлею на Алясці і в Тихому Океані. У травні 1804 року до Гавайських островів підійшли два кораблі «Надія» і «Нева». Це були перші російські кораблі, які здійснювали навколосвітні плавання. У серці тропічної частини Тихого океану є атоли і острови Росіян, Суворова, Кутузова, Лисянського, Беллінсгаузена, Барклай-де-Толлі, риф Крузенштерна і багатьох інших. Ще одна відмітна сторона всіх відбувшихся подорожей — взаємна дружелюбність в історії зустрічей російсьців і народів Тихого океану.
На правах першого європейця, який оселився на березі затоки Астролябія в Новій Гвінеї і досліджував цей район, Н. Н. Миклухо-Маклай неодноразово вносив пропозицію мирно зайняти або взяти під заступництво Росії ряд островів в Тихому океані. Російський учений надсилав листи в Морське міністерство, Міністерство закордонних справ, особисто імператору Олександру III, проте дістав відмову.

### XX століття
У 1907 році Нова Зеландія стала домініоном, але формально вона стала повністю самостійною державою лише в 1947 році. Після Першої світової війни стали зароджуватися перші політичні організації («May» на Західному Самоа, «Фіджійська молодь» на Фіджі), які боролися за незалежність колоній.
У період між двома світовими війнами в залежних державах Океанії з'явилися перші позиви до самостійності. Наприклад, в 1939 році на Соломонових островах англіканський священик Річард Фоллоус закликав до створення дорадчої ради за участю корінного населення, але незабаром був висланий з території. Будучи невеликими за масштабами, подібні інциденти також послужили зачатками майбутньої боротьби за незалежність. У роки Другої світової війни Океанія була одним з театрів військових дій, де відбулося безліч боїв (в основному між японськими й американськими військами).
Після війни в регіоні відбулися деякі поліпшення в економіці, проте в більшості колоній вона носила однобокий характер (переважання плантаційного господарства і практично повна відсутність промисловості). З 1960-х років почався процес деколонізації: в 1962 році незалежність отримало Західне Самоа, в 1963 році — Західний Іріан, в 1968 році — Науру. Згодом велика частина колоній стала незалежною, однак деякі країни Океанії досі перебувають під тим чи іншим контролем Франції та Сполучених Штатів і не досягли суверенної державності.

## Післяколоніальний період

### Океанія в період Холодної війни
Період Холодної війни припав на перші роки незалежності острівних країн Океанії. Завдяки зрослому стратегічному значенню, держави привертали дедалі більше уваги Радянського Союзу і Китаю, у яких виникла необхідність у встановленні міцних дипломатичних відносин і доступі до морських портів. Стратегічні цілі також визначали значні зусилля регіональної влади на підтримку острівних держав. Оскільки основне завдання цієї допомоги полягало в збереженні свого лідерства в регіоні, ці зусилля часто брали форму великих щорічних трансфертів «з метою розвитку» і незабаром обсяг фінансової допомоги на душу населення був одним з найвищих в світі. Значна фінансова підтримка, здійснювана країнами-покровителями, з одного боку, сприяла зростанню залежності країн від допомоги розвинених держав, а з другого — прискорила зростання злочинності і шахрайства з огляду на нерівномірний розподіл грошових коштів.
Крім тих, що були посольств у Папуа — Новій Гвінеї і на Фіджі, представництва були відкриті на Соломонових островах, в Федеративних штатах Мікронезії, Маршаллових островах і Західному Самоа, почав здійснюватися дипломатичний контроль над територіями. До закінчення Холодної Війни відносно самостійну зовнішню політику вели Папуа Нова Гвінея, Фіджі і Вануату (остання взагалі проголосила курс на меланезійський соціалізм).
Основними напрямками в регіональному розвитку острівних держав стали зміцнення внутрішньої стабільності, боротьба з наростаючими міжетнічними конфліктами, розв'язання проблеми деколонізації і боротьба за навколишнє середовище.
Натомість на відповідні вигоди територія країн використовувалася у військово-стратегічних цілях: встановлення військово-морських, військово-повітряних і сухопутних баз, а також зберігання та випробування ядерної зброї. Згідно з планом Пентагону острови брали участь в «оборонному екрані» Аляска — Алеутські острови — Гавайські острови, а Сайпан, Вейк, Мідуей, Тініан, Трук (острови), Палау і атоли Джонстон, Еніветок, Кваджалейн і Маджуро мали перетворитися в єдиний оборонний комплекс. Країнам було нав'язано низку угод, згідно з якими Сполучені Штати могли безперешкодно провозити судна з ядерною зброєю, яку вони мали право зберігати, а також здійснювати її поховання. З 1946 по 1962 рік на атолах було проведено понад 96 ядерних вибухів з використанням термоядерної бомби до 15 мегатонн включно.
Через дипломатичні відносини держав з СРСР і Китаєм скорочувалася фінансова допомога розвинених держав: потік фінансових коштів поступово почали переправляти з інфраструктури на зменшення бідності та підтримку захисту прав людини.

### Розпад СРСР і кінець біполярної системи. Період політичних криз
Після розпаду Радянського Союзу 1989 року зникла необхідність в забезпеченні безпеки, також знизилася активна участь розвинених країн у регіональних справах, а акцент остаточно перемістився від безумовної передачі допомоги до реформ. Намір розвинених держав складалося в формуванні умов для стимулювання ринкових відносин, лібералізації торгівлі та подальшого економічного зростання. Структура ринкових відносин, що мала на увазі під собою скорочення державного сектора, фактично послабила держава ще більше.
Відхід з країн Сполучених Штатів і скорочення фінансової допомоги відіграли фатальну роль у соціально-економічному житті островів. З територій повністю пішли британські дипломати, а ООН скоротила фінансову допомогу до країн, залежних від Сполучених Штатів. Більше 10 % жителів втратили роботу через закриття військових баз, заводів та інших військових об'єктів. Особливо важка ситуація настала на Сайпані, де повністю закривалася військово-морська база, і Гуамі, де також було оголошено про часткове закриття, оскільки економічний добробут цих островів був тісно пов'язаний з існуванням військових об'єктів США.
У поєднанні зі зниженням присутності розвинених держав на територіях, фактор історичної роз'єднаності численних етнічних і культурних громад відіграв значну роль у подальших міжетнічних конфліктах, які згодом було неможливо зупинити; дедалі частіше експерти стали говорити про балканізацію держав Океанії. Визначальним же фактором в початок процесу стала історична роль природних ресурсів, а саме землі: землеволодіння грало показову роль в економічному і суспільному розвитку Океанії, а спроби зміни земельного статусу приводили до конфліктів на островах. У зв'язку з гуманітарними лихами в Косово, Руанді та Афганістані в 1990-х роках з'являється парадигма «невідбувших» держав, до яких експерти почали відносити і острівні країни Океанії.
Після трагедії 11 вересня 2001 року в Сполучених Штатах, питання «невідбувших держав» стали міцно пов'язані з побоюваннями з приводу тероризму і розгортання зброї масового знищення. Перебуваючи в стані банкрутства, подібні країни були уразливі для різних суб'єктів, у тому числі транснаціональних злочинців, які могли б загрожувати не тільки економічній безпеці, а й політичним інтересам інших держав. З посиланням на парадигму «невідбувших держав», ця ідея була основоположною для австралійського військового втручання в конфлікт на Соломонових островах у липні 2003 року. Цього разу, стимульована небезпекою світового тероризму, оголошена політика кооперативного втручання ознаменувала повернення пріоритету безпеки в регіональній політиці.
Після здобуття незалежності в більшості країн Океанії збереглися серйозні економічні, політичні та соціальні проблеми, вирішити які вони намагаються завдяки допомозі світової спільноти (в тому числі ООН) і через регіональне співробітництво. Незважаючи на процес деколонізації в XX столітті, деякі острови регіону досі залишаються в тій чи іншій мірі залежними: Нова Каледонія, Французька Полінезія та Волліс і Футуна від Франції, острови Піткерн від Великої Британії, Острови Кука, Ніуе, Токелау від Нової Зеландії, ряд островів (всі зовнішні малі острови, крім острова Навасса) від США.

## Ретроспектива економічних інтересів

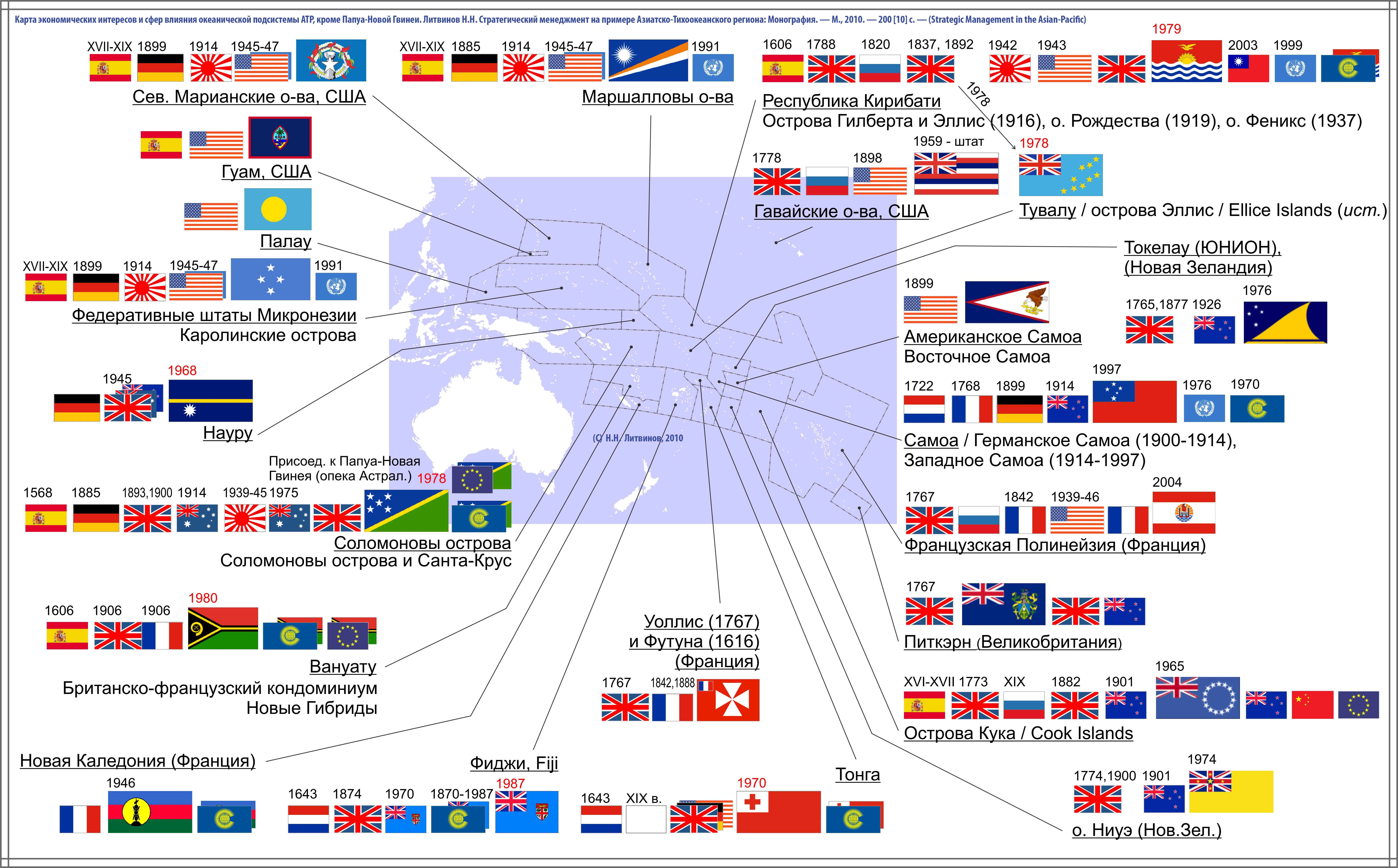
Ретроспектива економічних інтересів і сфери впливу океанічної підсистеми АТР, крім Папуа — Нової Гвінеї. Країни, що входять в ООН і Співдружність націй відзначені відповідними прапорами.

Ретроспективний аналіз економічних інтересів дає можливість враховувати той факт, що в Азійсько-Тихоокеанському регіоні закріплювалися такі країни, як Португалія і Іспанія, потім Голландія, Німеччина, Англія і Франція, пізніше до них приєдналися США, Австралія і Нова Зеландія (Схема економічних інтересів і сфер впливу океанічної підсистеми АТР, крім Папуа — Нової Гвінеї).
Представлена схема економічних інтересів побудована за такими принципами:
- для країни підібраний історичний ряд з датами і прапорами;
- рік над або під прапором, зазначений в крайньому лівому ряду з кораблем позначає час відкриття країни або острова мореплавцями Європи і Росії або над білим прямокутником замість прапора час заснування самостійної держави, яке існувало до відкриття; інші роки з прапорами — прихід тієї чи іншої країни до влади або початок колонізації, або окупації;
- використання прапорів носить символічний і інформаційний характер;
- прапор, виділений в ряду великим форматом, відповідає сучасному. Дата, виділена світлим кольором над таким прапором, — це час здобуття незалежності, чорним кольором — нового статусу (наприклад, штат Гаваї);
- праворуч від прапора великого формату з його дублюванням додаються прапори міжнародних угруповань, в яких бере участь держава. Якщо національний прапор на першому плані, а позаду полотнище інтеграційного угруповання, то держава має в цій організації статус спостерігача (наприклад, Папуа — Нова Гвінея — АСЕАН). Прапор Європейського Союзу може означати, що країна є асоційованим членом, або володіє пільгами в торгівлі з країнами ЄС (наприклад, Самоа), або існують юридично закріплені торгові відносини з ЄС (наприклад, Кірибаті); прапори інших держав символізують їх економічний інтерес або донорство;
- в історичній частині (зліва від прапора більшого формату) кілька прапорів, розташованих один за одним, можуть означати, що територія перебувала під конкуруючим володінням або опікою (наприклад, США і ООН — Північні Маріанські острови). Два прапора розташовані разом позначає спільне управління територією, наприклад, Вануату до 1980 року носило статус британсько-французький кондомініум Нові Гебриди;
- на картах наводяться виділені підкресленням назви сучасних держав, нижче — різні історичні назви територій, що перебувають у складі цих держав.

Таким чином, враховується не тільки існуючий баланс сил, але і прогнозуються виникнення нових, залучення до співпраці з країнами Океанії тих, хто прагне в АТР до «історичного реваншу».

### XIX століття
- 1898 — Іспано-американська війна

### XX століття
- 1914—1918 — Перша світова війна
  - 1914 — Тихоокеанський театр військових дій Першої світової війни
- 1939—1945 — Друга світова війна
  - 1941—1945 — Тихоокеанський театр військових дій Другої світової війни